# Um’s tägliche Brot (Hunger in Waldenburg)
Um’s tägliche Brot (Hunger in Waldenburg) ist ein mittellanger, halbdokumentarischer deutscher Stummfilm aus dem Jahre 1929 von dem Regisseur Piel Jutzi, dem Journalisten Leo Lania und dem kommunistischen Zeitungsmagnaten Willi Münzenberg.

## Handlung
Der Film beginnt mit Bildeinstellungen, die den krassen sozialen Gegensatz im Kohlerevier rund um Waldenburg deutlich machen sollen: Hier das Fürstenschloss derer von Pleß, dort die bitterarmen Arbeitersiedlungen der Kohlenminenarbeiter und Weber. Nach winterlichen Landschaftsaufnahmen geht die Kamerafahrt in die ärmliche Behausung eines alten Weber-Ehepaars. Deren Sohn, gleichfalls als Weber tätig, entschließt sich nach einer neuerlichen Lohnkürzung, die hiesige Arbeitsstelle zu verlassen und sein Glück in der Stadt zu versuchen. In Waldenburg angekommen, bittet er verzweifelt um Arbeit, doch ohne Erfolg. Der junge Mann hat Hunger und will gerade von der Warenauslage eines kleinen Geschäftes einen Bückling stehlen, als ein Arbeiter dazukommt und ihn im letzten Moment davon abhält.
Der Kumpel bringt ihn zu einer jungen Bergarbeiterwitwe, die mit ihren drei halbwaisen Kindern in einem schrecklichen Armenquartier haust. Trotz der äußerst beengten Platzverhältnisse nimmt sie den jungen Mann bei sich auf. Bald entwickeln sich erste, zarte Bande zwischen der Frau und dem Mann, der trotz größter Anstrengung einfach keine Arbeit findet. Auch der Versuch, bei der Grubenleitung einen Job zu ergattern, schlägt fehl. Wieder zurück, muss der junge Mann mit ansehen, wie es zu einer heftigen Auseinandersetzung zwischen dem Vermieter und den bitterarmen Mietern kommt, die wieder einmal ihre Miete nicht bezahlen können. Der Arbeitssuchende gerät inmitten des Streits in die Hände des Vermieters, der ihn im Gerangel die Treppe hinunterstößt. Dort stirbt der ausgemergelte, entkräftete Mann an den Folgen des Sturzes.

## Produktionsnotizen
Um’s tägliche Brot (Hunger in Waldenburg), oftmals auch nur unter Um’s tägliche Brot oder unter Hunger in Waldenburg geführt, entstand im Januar 1929 vor Ort im damals rund 45.000 Einwohner zählenden, niederschlesischen Waldenburg, dem Zentrum der (damals) ostdeutschen Steinkohleförderung. Der Fünfakter mit einer Länge von 1298 Metern passierte am 13. März 1929 die Zensur und wurde mit Jugendverbot belegt. Die Uraufführung erfolgte am 15. März 1929 in Berlins Tauentzienpalast. Infolge der nationalsozialistischen Machtergreifung, als sozialkritische Filme nicht geduldet wurden, erhielt Um’s tägliche Brot (Hunger in Waldenburg) am 1. April 1933 ein komplettes Aufführungsverbot.
Unmittelbar nach dem Erscheinen von Um’s tägliche Brot (Hunger in Waldenburg) Anfang 1929 entstanden noch im selben Jahr mehrere Spielfilme, die sich ebenfalls kritisch sozialen Lebenswirklichkeiten widmeten. Einer von ihnen, Mutter Krausens Fahrt ins Glück, wurde gleichfalls von Jutzi inszeniert und gilt als sein Meisterwerk.

## Kritiken
„Nicht so wichtig wie die Handlung sind die authentischen Aufnahmen aus dem Waldenburger Revier, am erschütterndsten vielleicht die photographische Wiedergabe einer Lohntüte und einer Abrechnung: 25 Mark in drei Wochen verdient dort ein Weber, und die Kinder schlafen dort in Margarine-Holzkisten, von den nackten Wänden rieselt das Wasser, und wenn man mit der Arbeit fertig ist, beginnt erst der Kampf ums tägliche Brot: wird der Lebensmittelhändler noch weiter borgen oder nicht? Hier ist ausgezeichnete Arbeit geleistet worden, auch technisch; das ist die Berichterstattung der Zukunft, einer sehr nahen Zukunft. Später gleitet der Film etwas sehr ins Sentimentale ab; der junge Bursche bekommt keine Arbeit, aber man erfährt nicht, wieso er keine Arbeit bekommt. Auch hätte man gern etwas mehr von dem inneren Betrieb der Fabriken gesehen, hier fehlt noch ein letztes an Sachlichkeit und Klarheit.“

„Es ist peinlich über Elend und Not eines deutschen Volksteils auf dem Umwege über den Film sprechen zu müssen, der seine Uraufführung unter dem Titel HUNGER IN WALDENBURG im Tauentzienpalast erlebte. Peinlich deswegen, weil die Tendenz nicht dahin geht, diese tatsächlich bestehende Not den Herzen der Zuschauer nahezubringen, sondern weil die Tendenz allein die ist, Kapital und Arbeit in schärfstem Gegensatz und in Verhetzung zu bringen, in einer Zeit, in der dem deutschen Volke in seiner politischen und wirtschaftliche Lage Einigkeit so ganz besonders bitter nottut.“

„Szenen aus dem Waldenburger-Kohlengebiet zeigen die Not der dortigen Arbeiter, aber in einer solchen Form, daß man sich wehrt, diese Dinge so auf der Leinwand zu sehen. Die mehrfache Gegenüberstellung von Not und Heiligenbildern ist bewußte Hetze, eine Erhängungsszene geschmacklos. Der Film ist sicherlich ein erschütterndes Dokument, das aber durch die Art der Aufmachung an Kraft verliert. Der politische Zweck den man nur schwach vertuschen kann, wirkt herabsetzend, um so mehr, als man verdammen muß, dass dies Motiv mit einem parteipolitischen Hintergrund versehen ist.“